# Jon Morcillo
 (août 2025).
Jon Morcillo, né le 15 septembre 1998 à Amorebieta-Etxano, est un footballeur espagnol qui évolue au poste de Ailier au SD Amorebieta, en prêt de l'Athletic Club.

## Biographie

### Carrière en club
Né à Amorebieta-Etxano au Pays Basque, il a fréquenté les formations de la SD Amorebieta puis du Cultural Durango, où il fait ses débuts le 1er mai 2016, lors d'une défaite 2-0 à l'extérieur de la Tercera División contre le CD Vitoria.
Il rejoint ensuite l'Athletic Bilbao en juin 2016, à l'âge de 17 ans. Initialement inclus dans l'effectif du Baskonia, il est promu dans le Bilbao Athletic où, après une première saison d'acclimatation, il s'impose comme titulaire dans l'équipe reserve de Bilbao, récoltant 29 apparitions et marquant 10 buts lors de la saison 2019-2020 de Segunda División B.
Le 8 mai 2020, il renouvelle son contrat jusqu'en 2023 et est promu dans l'équipe première en fin de saison, avec laquelle il fait ses débuts le 12 septembre suivant lors de la défaite 2-0 contre Grenade en Liga.
Devenu un membre régulier de l'effectif basque lors de cette saison 2020-21, il prend notamment part à tout le parcours victorieux de l'Athletic en Supercoupe d'Espagne, où le titre est acquis après avoir défait le Real Madrid puis le FC Barcelone.

### Carrière en sélection
Morcillo est international avec l'équipe du Pays Basque, faisant ses débuts contre le Costa Rica en novembre 2020.

## Palmarès
| Athletic Club - Supercoupe d'Espagne (1) : - Vainqueur : 2020-21. |